# Andrew Beauchamp-Proctor

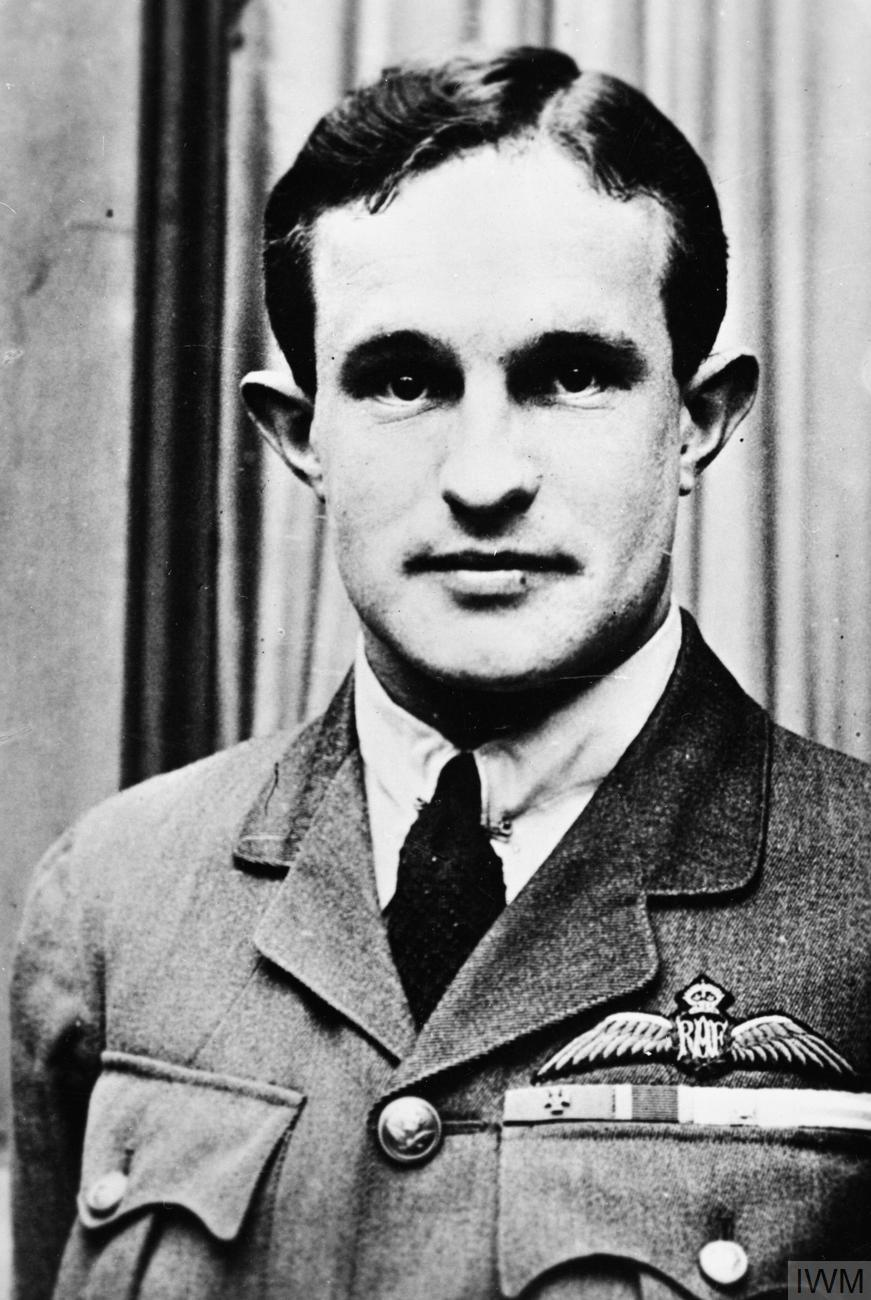
Andrew Beauchamp-Proctor, ca. 1918

Andrew (Anthony) Frederick Weatherby Beauchamp-Proctor VC, DSO, MC mit Spange, DFC (* 4. September 1894; † 21. Juni 1921) war der militärisch erfolgreichste Jagdflieger Südafrikas im Ersten Weltkrieg. Er bekam das Victoria-Kreuz verliehen, die höchste Auszeichnung für Kriegseinsätze im Britischen Commonwealth. Er diente unter anderem im 84. Squadron der Royal Air Force.
In Militärberichten und Nachkriegslektüre über den Ersten Weltkrieg wurde sein Vorname lange Zeit fälschlicherweise mit „Anthony“ angegeben. Neuere Nachforschungen haben jedoch gezeigt, dass er in Wirklichkeit „Andrew“ hieß.
Der Sohn eines Lehrers studierte Maschinenbau in Kapstadt, brach dies aber ab und meldete sich zum Militärdienst.
Für seinen Einsatzzeitraum zwischen November 1917 und Oktober 1918 über Frankreich wurden ihm insgesamt 54 Luftsiege zuerkannt, von denen jedoch nur 22 Abschüsse feindlicher Flugzeuge waren. 16 weitere Maschinen zwang er „außer Kontrolle“ zur Notlandung. Des Weiteren schoss er 16 Ballons ab, was als britischer „Rekord“ gefeiert wurde. Außerdem wurde er für seine gelungenen Angriffe auf feindliche Bodentruppen gerühmt.
Beauchamp-Proctor starb am 21. Juni 1921 beim Absturz seiner Sopwith Snipe.